# Lobelia mildbraedii
Lobelia mildbraedii är en klockväxtart som beskrevs av Adolf Engler. Lobelia mildbraedii ingår i släktet lobelior, och familjen klockväxter. Inga underarter finns listade i Catalogue of Life.